# Лівіо Трапе
Лівіо Трапе (італ. Livio Trapè, 26 травня 1937) — італійський велогонщик.
Олімпійський чемпіон 1960 року в роздільній командній гонці, срібний призер 1960 року в груповій шосейні гонці.